# Episodi di Into the Dark (prima stagione)
La prima stagione della serie televisiva Into the Dark, composta da 12 episodi, è stata distribuita negli Stati Uniti su Hulu, dal 5 ottobre 2018 al 6 settembre 2019.
In Italia la stagione è stata pubblicata su RaiPlay, dal 20 luglio al 3 settembre 2020.
| nº | Titolo originale          | Titolo italiano         | Pubblicazione USA | Pubblicazione Italia |
| -- | ------------------------- | ----------------------- | ----------------- | -------------------- |
| 1  | The Body                  | Il corpo                | 5 ottobre 2018    | 20 luglio 2020       |
| 2  | Flesh & Blood             | In carne e ossa         | 2 novembre 2018   | 20 luglio 2020       |
| 3  | Pooka!                    | Pooka!                  | 7 dicembre 2018   | 20 luglio 2020       |
| 4  | New Year, New You         | L'ultimo capodanno      | 28 dicembre 2018  | 30 luglio 2020       |
| 5  | Down                      | Giù                     | 1º febbraio 2019  | 30 luglio 2020       |
| 6  | Treehouse                 | La casa sull'albero     | 1º marzo 2019     | 30 luglio 2020       |
| 7  | I'm Just Fucking with You | Pesce d'aprile          | 1º aprile 2019    | 20 agosto 2020       |
| 8  | All That We Destroy       | Tutto distrutto         | 3 maggio 2019     | 20 agosto 2020       |
| 9  | They Come Knocking        | Fateci entrare          | 7 giugno 2019     | 20 agosto 2020       |
| 10 | Culture Shock             | Splendida America       | 4 luglio 2019     | 3 settembre 2020     |
| 11 | School Spirit             | Lo spirito della scuola | 2 agosto 2019     | 3 settembre 2020     |
| 12 | Pure                      | Il ballo della purezza  | 6 settembre 2019  | 3 settembre 2020     |

## Il corpo
- Titolo originale: The Body
- Diretto da: Paul Davis
- Scritto da: Paul Fisher e Paul Davis

### Trama
Un sicario sofisticato e troppo sicuro di sé, che svolge sempre il suo lavoro con stile, trasporta la sua ultima vittima in bella vista; i suoi veri colori si rivelano alle groupie che si sono attaccate a lui, conducendo a una battaglia di volontà e ingegno.
- Guest star: Alex Winter (La voce), Sasha Grey (DJ), Raymond Forchion (Hank), John Landis (Uomo nel bagno)

## In carne e ossa
- Titolo originale: Flesh & Blood
- Diretto da: Patrick Lussier
- Scritto da: Louis Ackerman

### Trama
Henry cerca di aiutare sua figlia adolescente, KImberly, che soffre di agorafobia e non ha lasciato la casa dopo l'omicidio ancora irrisolto di sua madre; un anno dopo la morte, Kimberly inizia a sospettare di essere in pericolo in casa.
- Guest star: Heidi Sulzman (Agente Foster), Lavetta Cannon (Agente Banks), Matthew Downs (Mr. Taylor)

## Pooka!
- Titolo originale: Pooka!
- Diretto da: Nacho Vigalondo
- Scritto da: Gerald Olson

### Trama
Wilson, un attore disoccupato, si trasferisce in un nuovo condominio per iniziare una nuova vita, stringendo amicizia con la collega Red. Trova un vago annuncio di audizione in una caffetteria e la frequenta. Dopo un'insolita componente fisica, a Wilson viene offerto il lavoro di direttore pubblicitario di un nuovo giocattolo chiamato Pooka che arriva appena in tempo per Natale. Pooka è un animale di pezza con grandi occhi che ripete in modo selettivo ciò che sente sia in una voce "birichina" o "carina". Per accettarlo Wilson deve ritrarre Pooka nelle pubblicità e nelle apparizioni dal vivo nei negozi di giocattoli. Wilson viene informato che sarà l'unico attore a ritrarre Pooka. Dopo essere andato in iperventilazione per essersi messo il costume, va vicino a rifiutare, ma si arrende e firma dopo aver capito quanto sarà pagato. L'unica clausola è che deve rimanere completamente anonimo; Wilson e Pooka rimarranno separati agli occhi dell'opinione pubblica.
Wilson inizia a ritrarre Pooka in un grande costume peloso, e la sua popolarità sale alle stelle. Tuttavia, sembra che il costume inizi a prendere il sopravvento sulla vita di Wilson. Quando indossa il costume in modalità "cattiva", è incline a violenti scoppi e allucinazioni. Nonostante ciò, Finn riesce a far ottenere a Wilson il biglietto da visita di Melanie, un'agente immobiliare a cui è interessato. Wilson vede Melanie in una fattoria di alberi di Natale, poi in uno dei suoi eventi in negozio. Wilson partecipa ad un open house insieme a Melanie, con la quale inizia a uscire.
Le allucinazioni di Wilson continuano, e lui si vede come un Pooka birichino che entra nell'appartamento di Red e la uccide. Tuttavia, appare incolume quando va a trovarla e mentre parlano, Wilson ricorda di aver fatto questa mossa per scappare da una sorta di dolore che pensa di aver causato. Wilson si offre di far apparire Pooka alla festa di compleanno di Ty, e lo fa, ma diventa cattivo e attacca un bambino che insulta Ty. Melanie è sconvolta, ma non ha idea che Wilson sia Pooka. Si verifica un malfunzionamento diffuso, causando la popolarità di Pooka in discesa quando tutti i giocattoli ripetono solo la frase distorta: "Guarda tutte le luci graziose". Wilson decide di lasciare il lavoro come Pooka, ma quando visita Finn in un bar per affrontarlo, lui sostiene che non c'è mai stato un Pooka, e Wilson si rende conto che il bar in cui si trova è in realtà vuoto. Come tutto ciò accade, il costume sembra essere inseparabile da Wilson, che è visibilmente iperventilato prima di indossare il costume.
Mentre le allucinazioni di Wilson peggiorano, trova per la prima volta Red, lanciata dalla sua finestra presumibilmente da Pooka. Quindi riceve una chiamata da Ty che gli dice che stanno andando alla fattoria degli alberi di Natale, nonostante i suoi avvertimenti. Wilson va alla fattoria e trova un costume senziente di Pooka, che attacca con un'ascia e lo uccide apparentemente. Quando va a casa di Melanie, non sembra più abitare lì, e quando va a vedere la casa, vede la verità sul dolore che ha causato nel suo passato: Wilson e Melanie erano marito e moglie e Wilson era incline a violenti scoppi d'ira. Wilson supplica Melanie di non ascoltare il suo passato mentre guarda la scena, ma non riesce a sentirlo.
Wilson è testimone del suo passato per cercare di compensare la sua violenza guidando Melanie e Ty in una fattoria con alberi di Natale; durante il viaggio, Melanie tenta di distrarre Ty dalla guida frenetica di Wilson, osservando "Guarda tutte le luci graziose", ma Wilson si schianta a testa alta contro un'altra auto. Viene scagliato dal veicolo e Melanie e Ty vengono uccisi quando esplode. Si rende anche conto che Red era l'autista dell'altra auto, e fu uccisa nell'incidente. Wilson e il costume di Pooka guardano tristemente mentre la versione di Wilson che guidava la macchina viene portata via dai paramedici e una voce distorta di Pooka ripete "Guarda tutte le luci graziose".
- Guest star: Diane Sellers (Direttore del casting), Cliff Weissman (Detective), Katie Wilson (Reporter)

## L'ultimo capodanno
- Titolo originale: New Year, New You
- Diretto da: Sophia Takal
- Scritto da: Adam Gaines

### Trama
Un gruppo di vecchie amiche del liceo si riuniscono in una casa per la notte di Capodanno. Le ragazze saranno costrette a confrontarsi con i traumi del loro passato.
- Guest star: Isabella Acres (Kelsery), Michelle Haro (Frankie), Bianca Lopez (Jesse), Mia Clyburn (Carly)

## Giù
- Titolo originale: Down
- Diretto da: Daniel Stamm
- Scritto da: Kent Kubena

### Trama
Una coppia di impiegati viene intrappolata in un ascensore durante un lungo weekend di San Valentino, ma quello che all'inizio promette di essere un legame romantico diventa pericoloso e terrificante in un mash-up tra commedie romantiche e horror.

## La casa sull'albero
- Titolo originale: Treehouse
- Diretto da: James Roday
- Scritto da: James Roday

### Trama
Lo chef Peter Rake, cerca di sfuggire a una recente ondata di tabloid negativa ritirandosi nella tenuta di vacanza della sua famiglia nei boschi, ma i fantasmi del suo passato sono ovunque e i debiti devono essere saldati.

## Pesce d'aprile
- Titolo originale: I'm Just Fucking with You
- Diretto da: Adam Mason
- Scritto da: Gregg Zehentner e Scott Barkan

## Lo spirito della scuola
- Titolo originale: School Spirit
- Diretto da: Patrick Casey e Josh Miller
- Scritto da: Patrick Casey e Josh Miller